# Holocene (The Ocean)
Holocene è il decimo album in studio del gruppo musicale tedesco The Ocean, pubblicato il 19 maggio 2023 dalla Pelagic Records.

## Antefatti

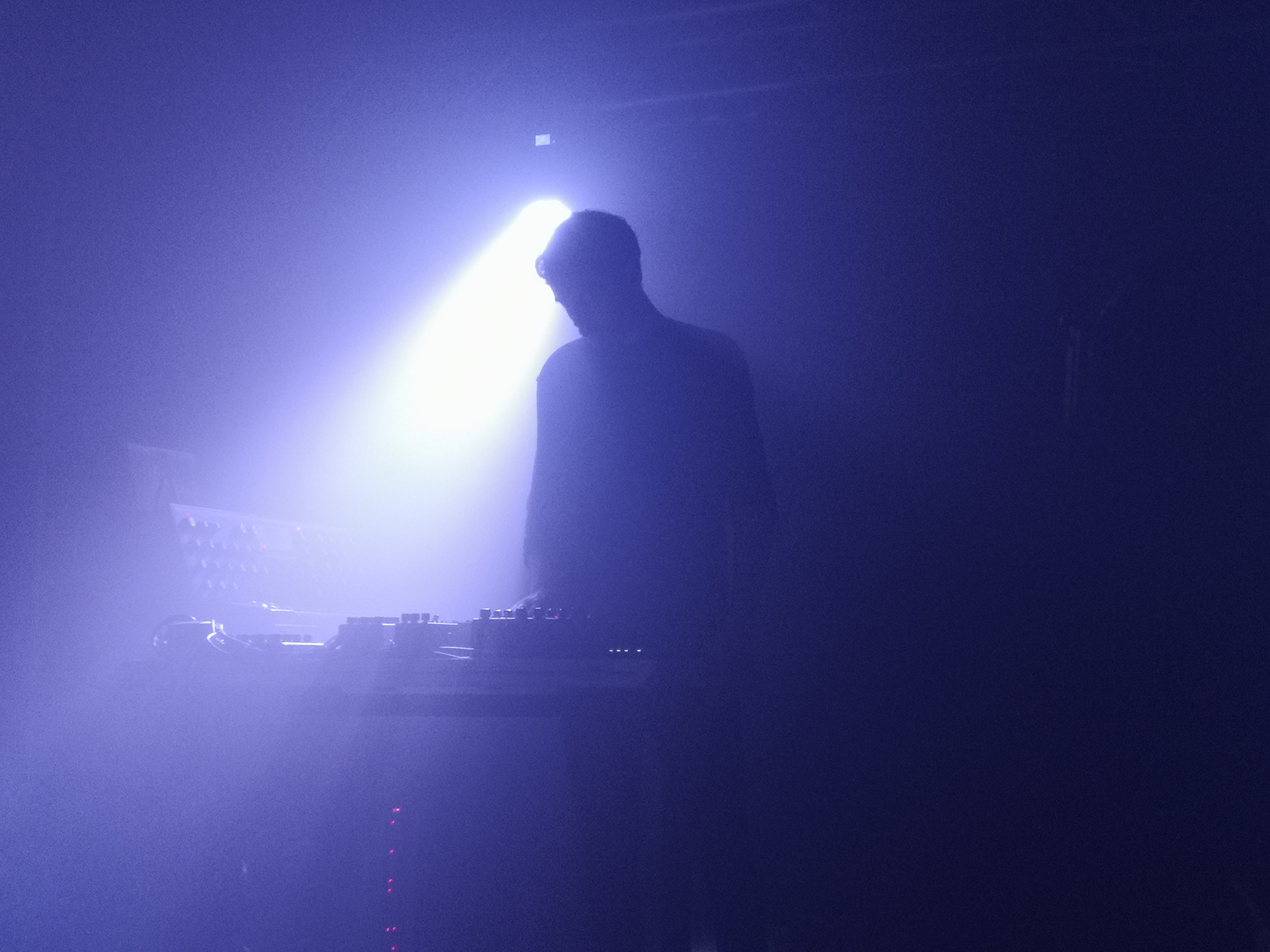
Il tastierista Peter Voigtmann è stato l'autore principale del progetto

Nel 2020, durante il primo periodo della pandemia di COVID-19, il tastierista Peter Voigtmann ha cominciato a realizzare alcune idee musicali che ha successivamente mostrato al chitarrista Robin Staps. Quest'ultimo, all'epoca non ancora intenzionato a scrivere un nuovo album per il gruppo, ha successivamente preso le demo di Voigtmann al fine di svilupparle ulteriormente, aggiungendo chitarra e batteria programmata e rendendosi immediatamente conto che il materiale ottenuto avrebbe potuto rappresentare effettivamente un disco a nome The Ocean:
Terminata la registrazione del materiale, avvenuta presso i Die Mühle di Gyhum (di proprietà di Voigtmann) e gli Oceanland 2.0 di Berlino (studio del gruppo stesso), gli Ocean hanno speso diverso tempo alla ricerca di una figura atta a curare le fasi di missaggio e mastering, in quanto l'intenzione per Holocene era, secondo Staps, quella di avere «sonorità enormi e corpose ma allo stesso tempo organico e più intimo, con un suono di batteria naturale ampio e spazioso». Dopo aver contattato svariate persone, la scelta è infine ricaduta su Karl Daniel Lidén. Successivamente Martin Kvamme e Stefan Alt sono stati scelti per la realizzazione dell'intero artwork, un processo durato un intero anno in quanto il gruppo avvertiva la necessità di unire qualcosa di moderno insieme a figure circolari atte a richiamare il concetto dell'eterno ritorno di Nietzsche già utilizzato nel precedente Phanerozoic II: Mesozoic / Cenozoic.

## Concezione
Holocene funge da capitolo conclusivo della quadrilogia paleontologia iniziata nel 2007 con Precambrian e proseguita con Phanerozoic I: Palaeozoic (2018) e Phanerozoic II: Mesozoic / Cenozoic (2020); proprio in quest'ultimo disco vi è presente come traccia conclusiva Holocene, il cui titolo è stato utilizzato dal gruppo per questo album.
Dal lato musicale i brani rappresentano una novità per il gruppo, in quanto si caratterizzano per una notevole quantità di elementi sperimentali prevalentemente tratti dalla musica elettronica, nonché per un vasto utilizzo di ottoni e vibrafono, con basi di ispirazione trip hop (avvertibili in soprattutto Atlantic, Subboreal e Subatlantic), oltre a un cantato perlopiù melodico da parte di Loïc Rossetti. Come precedentemente indicato, ciò è dovuto al fatto che per la prima volta nella carriera degli Ocean le idee iniziali non sono partite da Staps ma da Voigtmann. Non mancano tuttavia elementi progressive metal (Boreal), post-rock/rock progressivo (Sea of Reeds), sludge metal e post-hardcore (Subboreal e Subatlantic, entrambi caratterizzati anche da un cantato in screaming di Rossetti) o altri di natura più industrial rock (la bonus track Unconformities).
Anche i testi, tutti curati da Staps, risultano diversi rispetto a quanto operato in passato, affrontando argomenti di vario tipo emersi durante la pandemia: le stranezze di quel periodo, le teorie del complotto e la segregazione sociale anche tra ristrette cerchie di amici che ne è derivata. Pur trattandosi di un concept album, il chitarrista ha spiegato che l'album è paradossalmente quello meno concettuale dell'intera discografia dei The Ocean, in quanto ogni testo ha una propria tematica; tuttavia, ciascun brano risulta in qualche modo collegato l'un l'altro sotto un tema generale che affronta l'alienazione generale, la segregazione e la perdita di pensiero critico causata dall'utilizzo dei social network come fonte principale di informazione e formazione di opinioni, unito alla breve capacità di attenzione generale e al focalizzarsi su immagini spettacolari piuttosto che al contenuto testuale.

## Promozione
La pubblicazione di Holocene è stata anticipata dall'uscita di quattro singoli distribuiti digitalmente a cadenza mensile tra gennaio e aprile 2023. Il primo di essi è stato Preboreal, presentato il 17 gennaio insieme al relativo video musicale costituito da varie animazioni che richiamano la copertina di Holocene. Come secondo singolo è stato estratto Parabiosis, reso disponibile il 16 febbraio e anch'esso accompagnato da un video. Sea of Reeds è stato estratto come terzo singolo il 20 marzo, mentre Subatlantic è uscito il 19 aprile insieme a un video che funge da seguito a quello di Parabiosis.
Contemporaneamente all'edizione standard, il disco è stato commercializzato anche sotto forma di box set (su 3 CD o 3 LP) contenente l'album principale, la versione strumentale e Limbus, album di debutto di Peter Voigtmann sotto lo pseudonimo SHRVL che rappresenta la controparte elettronica di Holocene; da esso è stato estratto come unico singolo Response (versione alternativa di Subatlantic), distribuito il 5 aprile insieme al relativo realizzato da Voigtmann stesso.
Durante l'estate 2023 il gruppo ha promosso l'album con una serie di apparizioni in vari festival europei, tra cui il Brutal Assault, per poi spostarsi a settembre in Sudafrica per il RAMfest 2023 (tenendo due concerti a Stellenbosch e Pretoria), in Australia come artisti d'apertura ai Ne Obliviscaris e infine in Malaysia in qualità di headliner. Tra il 25 settembre e il 26 ottobre hanno fatto ritorno in Europa attraverso una tournée congiunta con i This Will Destroy You. L'11 novembre si sono esibiti a Bogotà come parte dell'annuale Rock al Parque.
Tra febbraio e marzo 2024 si è svolto l'Holocene Tour nell'America del Nord, segnando la prima tournée da headliner del gruppo in tale territorio dal 2014. A giugno hanno fatto tappa in Australia, supportati da LLNN e Cave In.
Il 21 novembre è stato presentato il video per il brano Unconformities, diretto da Corentin Schieb e Mathias Averty e che ha come protagonista Karin Park.
Tra dicembre 2024 e febbraio 2025 il gruppo ha intrapreso l'ultima tournée a supporto dell'album, intitolata The End of an Eon e durante la quale hanno suonato Holocene nella sua interezza assieme a una selezione del meglio di Phanerozoic I: Palaeozoic e Phanerozoic II: Mesozoic / Cenozoic; tale tour ha inoltre rappresentato l'ultimo con la formazione attuale, con il batterista Paul Seidel che ha anticipato il proprio addio il 14 novembre 2024.

## Tracce
Testi di Robin Staps, musiche di Robin Staps e Peter Voigtmann, eccetto dove indicato.
1. Preboreal – 5:04
2. Boreal – 3:41
3. Sea of Reeds – 5:48
4. Atlantic – 8:49
5. Subboreal – 4:46
6. Unconformities – 9:09 (testo: Robin Staps, Karin Park – musica: Robin Staps, Peter Voigtmann, Karin Park) – assente nell'edizione CD e LP
7. Parabiosis – 8:12
8. Subatlantic – 6:55

Contenuto bonus nell'edizione box set
- CD 2/LP 2 – Holocene - Instrumental

1. Preboreal (Instrumental) – 5:04
2. Boreal (Instrumental) – 3:41
3. Sea of Reeds (Instrumental) – 5:48
4. Atlantic (Instrumental) – 8:49
5. Subboreal (Instrumental) – 4:46
6. Unconformities (Instrumental) – 9:09 (musica: Robin Staps, Peter Voigtmann, Karin Park) – traccia fantasma; assente nell'edizione 3 LP
7. Parabiosis (Instrumental) – 8:12
8. Subatlantic (Instrumental) – 6:55

- CD 3/LP 3 – SHRVL – Limbus

1. Response – 4:49 (musica: Peter Voigtmann)
2. Remission – 6:23 (musica: Peter Voigtmann)
3. Relapse – 6:43 (musica: Peter Voigtmann)
4. Recovery – 3:44 (musica: Peter Voigtmann)
5. Recurrence – 24:00 (musica: Peter Voigtmann)

- 10" – The Ocean & Karin Park – Unconformities (solo edizione 3 LP)

1. Unconformities – 9:09 (testo: Robin Staps, Karin Park – musica: Robin Staps, Peter Voigtmann, Karin Park)
2. Unconformities (Instrumental) – 9:09 (musica: Robin Staps, Peter Voigtmann, Karin Park)

## Formazione
Hanno partecipato alle registrazioni, secondo le note di copertina dell'edizione box set 3 LP+10":
Gruppo
- Loïc Rossetti – voce
- Paul Seidel – batteria, vibrafono (eccetto Unconformities)
- Mattias Hägerstrand – basso
- Peter Voigtmann – tastiera, percussioni (eccetto Unconformities), arrangiamento
- Robin Staps – chitarra, voce (eccetto Unconformities), arrangiamento
- David Ramis Åhfeldt – chitarra

Altri musicisti
- Fritz Mooshammer – tromba, corno
- Steve Thompson – trombone
- Karin Park – voce (Unconformities e Subatlantic), arrangiamento (Unconformities)
- Frieder Hepting – pianoforte (Parabiosis)

Produzione
- Robin Staps – produzione, registrazione (Oceanland 2.0)
- Peter Voigtmann – registrazione (Die Mühle)
- David Åhfeldt – registrazione (Oceanland 2.0)
- Loïc Rossetti – registrazione (Oceanland 2.0)
- Steve Thompson – registrazione trombone
- Chris Edrich – produzione vocale
- Karl Daniel Lidén – missaggio, mastering
- Martin Kvamme – artwork, impaginazione
- Stefan Alt – artwork, impaginazione

## Classifiche
| Classifica (2023) | Posizione massima |
| ----------------- | ----------------- |
| Germania          | 15                |